# Месечев пад
Месечев пад (енгл. Moonfall) амерички је научнофантастични филм из 2022. године у режији Роланда Емериха. Сценарио потписују Емерих, Харалд Клозер и Спенсер Кохен, док су продуценти филма Клозер и Емерих. Музику су компоновали Томас Вандер и Клозер.
Насловну улогу тумачи Хали Бери као бивша астронауткиња Џо Фаулер, док су у осталим улогама Патрик Вилсон, Џон Бредли, Мајкл Пења, Чарли Пламер, Кели Ју и Доналд Садерланд. Дистрибуиран од стране Lionsgateа у Сједињеним Америчким Државама и Entertainment Film Distributorsа у Уједињеном Краљевству, филм је премијерно приказан 4. фебруара 2022. године.
Са буџетом од 146 000 000 долара представља један од најскупљих филмова независних продукција свих времена.

## Радња
Тајанствена сила избацује Месец из орбите око Земље и шаље га у судар са животом какав познајемо. Са само неколико недеља пре удара и светом на ивици уништења, извршна директорка НАСА-е и бивша астронауткиња Џо Фаулер (Хали Бери) уверена је да има кључ за спасавање свих нас – али само астронаут из њене прошлости, Брајан Харпер (Патрик Вилсон) и теоретичар завере Кеј Си Хаусман (Џон Бредли) јој верују. Ови невероватни хероји ће кренути у немогућу последњу мисију у свемир, остављајући иза себе све које воле, само да би открили да Месец није оно што мислимо да јесте.

## Улоге
| Глумац           | Улога          |
| ---------------- | -------------- |
| Хали Бери        | Џо Фаулер      |
| Патрик Вилсон    | Брајан Харпер  |
| Џон Бредли       | Кеј Си Хаусман |
| Мајкл Пења       | Том Лопез      |
| Чарли Пламер     | Сони Харпер    |
| Кели Ју          | Мишел          |
| Доналд Садерланд | Холденфилд     |